# Peu (futebolista)
Júlio dos Santos Ângelo, mais conhecido como Peu (Maceió, 4 de abril de 1960), é um ex-futebolista brasileiro que atuava como atacante. Atualmente é diretor de futebol do Força e Luz.

## Carreira

### Como jogador
O contato de Peu com o futebol começou com os pais. O pai era segurança e roupeiro do CSA-AL e a mãe era lavadeira do clube. Seu pai era fã do jogador Dida, também alagoano e que começou no CSA se tornando depois um dos principais jogadores da história do Flamengo.
Aos 15 anos começou jogando nas divisões de base, e aos 17 já atuava entre os profissionais. Seu futebol despertou o interesse do Flamengo, que o trouxe para a Gávea por intermédio do técnico Orlando Peçanha, onde participou do elenco mais vitorioso da história do rubro-negro. Como na época o time principal era composto de jogadores do mais alto nível, não teve tantas oportunidades para mostrar seu futebol, o que nunca o desmotivou.
No rubro-negro, ajudou o clube a conquistar 3 títulos da Taça Guanabara, o Campeonato Carioca de 1981, o Campeonato Brasileiro de 1982, além da Copa Libertadores e a Copa Intercontinental de 1981.
Após deixar o Flamengo, jogou em outros times do Brasil, ganhando títulos estaduais, e no Monterrey, do México, onde conquistou o título nacional em 1986. Seu último clube foi o que o revelou, o CSA, encerrando a carreira de jogador com o título estadual.

### Como técnico
Ao deixar o futebol, ingressou na carreira de técnico, treinando clubes alagoanos, passando depois a treinar divisões de base.

## Estatísticas
Até 7 de setembro de 1983.

### Como jogador

#### Clubes
| Clube             | Temporada         | Campeonato nacional | Campeonato nacional | Campeonato nacional | Copa nacional[a] | Copa nacional[a] | Copa nacional[a] | Competições continentais[b] | Competições continentais[b] | Competições continentais[b] | Outros torneios[c] | Outros torneios[c] | Outros torneios[c] | Total | Total | Total   |
| Clube             | Temporada         | Jogos               | Gols                | Assist.             | Jogos            | Gols             | Assist.          | Jogos                       | Gols                        | Assist.                     | Jogos              | Gols               | Assist.            | Jogos | Gols  | Assist. |
| ----------------- | ----------------- | ------------------- | ------------------- | ------------------- | ---------------- | ---------------- | ---------------- | --------------------------- | --------------------------- | --------------------------- | ------------------ | ------------------ | ------------------ | ----- | ----- | ------- |
| Flamengo          | 1981              | 0                   | 0                   | 0                   | —                | —                | —                | 1                           | 0                           | 0                           | 0                  | 0                  | 0                  | 24    | 6     | 0       |
| Flamengo          | 1982              | 0                   | 0                   | 0                   | —                | —                | —                | 0                           | 0                           | 0                           | 0                  | 0                  | 0                  | 25    | 4     | 0       |
| Flamengo          | 1983              | 0                   | 0                   | 0                   | —                | —                | —                | 0                           | 0                           | 0                           | 0                  | 0                  | 0                  | 10    | 1     | 0       |
| Flamengo          | Total             | 0                   | 0                   | 0                   | 0                | 0                | 0                | 0                           | 0                           | 0                           | 0                  | 0                  | 0                  | 59    | 11    | 0       |
| Total na carreira | Total na carreira | 0                   | 0                   | 0                   | 0                | 0                | 0                | 0                           | 0                           | 0                           | 0                  | 0                  | 0                  | 59    | 11    | 0       |

- a. ^ Jogos da Copa do Brasil
- b. ^ Jogos da Copa Libertadores da América
- c. ^ Jogos do Campeonato Carioca

|          | Data                  | Local                            | Resultado | Adversário     | Gols | Assist. | Competição                                  |
| -------- | --------------------- | -------------------------------- | --------- | -------------- | ---- | ------- | ------------------------------------------- |
| Flamengo |                       |                                  |           |                |      |         |                                             |
|          | 23 de outubro de 1981 | Maracanã, Rio de Janeiro, Brasil | 3–0       | Deportivo Cali | 0    | 0       | Copa Libertadores da América de 1981</small |

## Títulos

### Como jogador
Flamengo
- Taça Guanabara: 1981, 1982
- Campeonato Carioca: 1981
- Campeonato Brasileiro: 1982
- Copa Libertadores da América: 1981
- Copa Intercontinental 1981

Monterrey
- Campeonato Mexicano: 1986

CSA
- Vice-Campeonato da Taça de Prata: 1980
- Campeonato Alagoano: 1980 e 1994